# Велиев, Адиль Анвар оглы
Адиль Анвар оглы Велиев (азерб. Adil Ənvər oğlu Vəliyev; Пустой шаблон {{ВД-Преамбула}} ) — глава исполнительной власти Сабунчинского района (с 2012).

## Биография
Родился 20 апреля 1960 года в с. Эфендиляр Губадлинского района. В 1987 году окончил юридический факультет Бакинского государственного университета.
С 1977 по 1990 год работал оператором BEMZ.
С 1990 по 1992 год являлся начальником отдела, заместителем главы исполнительной власти Наримановского района.
С 1992 по 1996 год являлся начальником организационного отдела исполнительной власти г. Баку.
С 1998 по 2003 год — заместитель начальника MTTİ производственного объединения по добыче нефти и газа на море ГНКАР.
С 2003 по 2012 год учредил и являлся руководителем ООО «Euro Style».
Глава исполнительной власти Сабунчинского района (с 14 апреля 2012).
Член партии «Новый Азербайджан».